# Кокшетау (аеропорт)
Міжнародний аеропо́рт Кокшета́у (каз. Halyqaralyq Kókshetaý Áýejaıy), (IATA: KOV, ICAO: UACK) — міжнародний аеропорт міста Кокшетау у Казахстані. Знаходиться за 15 кілометрів на схід від міста.

## Технічна інформація
Аеродром Кокшетау здатний приймати з частковим завантаженням літаки Boeing 747, Ил-76, без обмежень завантаження літаки Airbus A320, Airbus A330, Boeing 757, Boeing 737 і все більш легкі, а також вертольоти всіх типів.

## Авіалінії та напрямки

### Пасажирські
| Авіакомпанія  | Пункт призначення          |
| ------------- | -------------------------- |
| FlyArystan    | Алмати                     |
| IrAero        | Сезонно: Москва-Жуковський |
| SCAT Airlines | Актау, Алмати              |

## Статистика
|  |

| Рік  | Пасажирообіг | % Зміна  |
| ---- | ------------ | -------- |
| 2012 | 2 353        | ▲ 10.1%  |
| 2013 | 7 401        | ▲ 214.5% |
| 2014 | 3 064        | ▼ 58.6%  |
| 2015 | 17 497       | ▲ 471.1% |
| 2016 | 14 213       | ▼ 18.8%  |
| 2017 | 22 016       | ▲ 15.6%  |
| 2018 | 21 427       | ▼ 2.7%   |

## Громадський транспорт
Аеропорт пов'язаний з центром міста Кокшетау автострадою.
В аеропорт або проїздом прямують автобусні маршрути:
- Автобус №18 Середня школа №12 - Аеропорт

## Контактна інформація
- +7 (7162) 51-04-43

Оператори спілкуються казахською, англійською та російською мовами.